# الرؤية الثانية ليعقوب
رسالة الرؤية الثانية ليعقوب البار، تُعتبر أحد الأناجيل الغنوصية، وجزء من أبوكريفا العهد الجديد. يُعتقد انها كُتبت حوالي القرن الثاني الميلادي، ثم دُفنت وفُقدت حتى أُعيد اكتشافها بين 52 نص غنوصي أخرى موزعة في 13 مخطوطة علي يد فلاح عربي، محمد علي السمان، في البلدة المصرية نجع حمادي في أواخر ديسمبر 1945 ب.م.

بالرغم أن النص غنوصي، إلا انه يحتوي على العديد من المواضيع المسيحية-يهودية، مما يجعل الكثيرين من الباحثين يعتقدون أنه واحد من النصوص المبكرة، يعود إلى بداية أو منتصف القرن الثاني الميلادي. احمد السمات الأكثر لفتاً للنظر في الرؤية الثانية ليعقوب هو أن المدي التأريخي، المحدد لها من الباحثين، لنصها الأصلي، يستلزم أن تكون قد كُتبت قبل الرؤية الأولي ليعقوب.

هناك عدد من الاختلافات يوصفها النص مع التاريخ الأكثر قانونية، على سبيل المثال، يجعل النص اسم والد يعقوب توداس Theudas بدلاً من يوسف، الذي يُقدم على أنه هو الأب البيولوجي ليعقوب في كتاب إنجيل يعقوب Protevangelium of James الذي يعود إلى منتصف القرن الثاني الميلادي. زوجة توداس هذا تُسمي مريم، ولكن النص لا يوضح هل مريم هذه هي نفسها مريم العذراء، أم يسوع، أو أنها زوجة توداس والام البيولوجية ليعقوب. الرؤية الأولي ليعقوب أعلنت صراحة ان يعقوب ليس شقيق بيولوجياً ليسوع. 

يصف النص قبلة بالفم بين يعقوب ويسوع، بنفس الطريقة التي قيل أن يسوع قبل بها مريم المجدلية في نصوص غنوصية أخرى (إنجيل فيليبس)، ويصف النص أيضاً كيف ان تلك القبلة مجاز metaphor لنقل المعرفة gnosis، موضحاً أنها ليست العلاقة الجنسية المثلية التي تبدو عليها.

ينتهي النص بالموت الرهيب ليعقوب بالرجم بالحجارة، ومن المحتمل أن ذلك يعكس رواية شفهية قديمة لما وقع ليعقوب.

## معلومات حول الرؤيا الثانية ليعقوب
يقول جاكسون سيندر Jackson Snyder
هناك اهتمام كبير بهذا النص القديم، حيث ان يعقوب كان خليفة على الحركة النصرانية في القدس، ويذكر المؤرخون القدماء كتاباً مفقوداً، هو «صعود يعقوب» Anabathmoi Iakobou . يوصف الكتاب بانه تعاليم يعقوب من درجات مختلفة من الهيكل أو مكان آخر – يصعد الدرجات كلما إزدادت تعاليمه علواً. يعرض هذا النص هذا الموضوع. تلك الرؤى وصلت بدورها إلى نجع حمادي بمصر، البلد التي قد تكون أصل أسرة يوسف-إلى يعقوب. من الجدير بالذكر إدراج بعض النساء كأعمدة، وذكر عديِّ (ثادوس Thaddeus ، ثودا Theuda) أخو يعقوب، وذكر إلقاء الكهنة ليعقوب من درابزين الهيكل، الحدث التاريخي الموصوف من هيغيسيبوس وكليمونت.

## النص
هذا هو الكلام الذي تكلم به يعقوب الصديق في أورشليم والذي دونه ماريحيم، أحد الكهنة. قاله لتودا (عدي) شقيق الصديق، لان تودا كان شقيقه. قال ماريحيم الكاهن: «أسرع واحضر مريم، زوجتك وأقاربك المقربين، حتي يستمعوا إلى ذلك، وحتى يتحققوا من تودا؛ سيفهمه كله وسيشرحه لكم. يعقوب الصديق كان يتحدث دائماً والحشد جالس. الآن دخل ولم يجلس في ذلك المكان الذي كان معتاداً عليه. في هذه المرة جلس فوق الدرجة الخامسة، المكان الرفيع الدرجة، بينما كان شعبنا كله يستمع بانتباه إلى كلماته.» تكلم يعقوب، وقال «تعرفونني جميعاً. لقد تلقيت وحيي من كمال عدم الفناء. أنا أول من دُعي من العظيم الذي أطاعه هو الموجود: الواحد الذي مر من السماوات إلى العالم الدنيوي؛ الذي عري نفسه وسار عارياً؛ الذي شوهد في جسد فان- بينما كان مقبلاً على التحول إلى عدم الفناء. هذا السيد الحاضر ظهر كإبن يسعي وكشقيق يُسعي إليه. سيعود إلى الواحد الذي أنجبه، ففيه وُحد وحُرر، وقدم ليوحد هؤلاء الذين وجدوه. الآن أنا غني بالمعرفة، بعد أن اكتسبت رؤية فريدة منه هو الذي ياتي من أعلى ما هو أعلى. أنا وعاء الذي عرفته، الإناء المحتوي على ما أوحي به إلي وأُخفي عن غيري؛ الذي سيُكشف به في الوقت والمكان الناسبين. تلك الأشياء التي أراها أُعلنت من قبل في تلك الأقوال: أنه سيُحاكم مع الظالمين، ومن عاش بدون تجديف يموت بالتجديف. من طُرد من الحياة الفانية أُلقي به في الحياة الخالدة التي لا تفني.» ما أقوله لكم الآن في الجسد يأتي منه هو الذي كان جسد؛ ولكن معرفة الأشياء الروحية يجب ان تأتي من الروح. جسد يسوع أخبرني، «بالرغم انني بالتأكيد فان، ففي وسط الحياة سيُعثر علي. لقد دخلت هذا الزمان حتى يتمكنوا من الحكم علي أعمالي. سآتي مرة أخرى في زمن آخر حتى احكم علي أعمالهم. أنا لا ألوم العبيد؛ أنا أسرع لعتقهم! أريد ان أرفعهم إليه – هو الواحد الذي يحكمهم. لو ساعدتهم بتلك الطريقة، سيبدأ العبيد في حكم أنفسهم.» انا الأخ الخفي الذي صلي للأب حتى قرر الأب إصدار حكم الخلودلأول ابن مولود – ثم لكل الإخوة. «انا أول ابن مولود سيدمر سلطانهم جميعاً. أنا المحبوب. أنا العادل. أنا ابن الأب. انا اتكلم بما أسمع. أنا آمر بمثل ما أتلقي من أوامر. أنا أريكم ما أُريت.» أنظروا، أنا أتكلم حتى آتي. انتبهوا إلي حتى تروني! إن كنت قد أتيت إلى الوجود فمن أكون؟ أنا لم آتي في هيئتي، ولا ظهرت في هيئتي.

فانا تواجدت مرة لمدة قصيرة ولكنني الآن أعيش إلى الأبد. " ثم تكلم يعقوب: "في مرة من المرات بينما كنت أتأمل، هذا الذي يبغضك ويضطهدك فتح البوابة وجائني. قال لي، " مرحباً يا أخي؛ يا أخي مرحباً!" وأنا أرفع عيني لأُحدق فيه، قال لي يا أخي، "لا تخف، يا إبني، منه بسبب ندائه لك "يا أخي"؛ لأن كلاكما مملوؤ بنفس الحليب. ولهذا، ناداني "أخي". هو ليس غريباً عنا. هو شقيقكم." "ثم قال لي تلك الكلمات، "لدي عدد كبير آخر من الإخوة الضائعين. ولكنني سأجدهم جميعاً وسيأتون. فانا الغريب؛ وهم ليس لديهم معرفة ولا فهم بي، لانهم يعرفونني فقط بهذا الجسد. ولكن من المناسب أن يتوصل الآخرون لمعرفتى من خلالك. "أنت الذي أقول له: إسمع وافهم – لان الجمع عندما يسمعون، سيكون فهمهم متبلد. ولكن أنت ستتمكن من فهم ما اتمكن انا من تفسيره لك. "أبوك ليس أبي. ولكن أبي أصبح أباً لك. { تلك العذراء التي سمعت عنها – تحديداً، العذراء [...]} "فكلمات الأب هذه كانت نافعة لى، لأنني استمعت إليه؛ وما أقوله لك بالمثل سيكون نافعاً لك. أبوك، الذي تراه غنياً، سيمنحك وراثة كل ما تراه! تلك الكلمات التي أُعلنها لك ستكون شديدة النفع إلى درجة أن كل ما عليك فعله هو أن تفتح أذنيك لتسمع وتفهم؛ ثم تسير على هذا الفهم! فبسببك سيعبرون، وسيكونون نشيطين بذلك المُشرق. آخرون سيشتهون هذا الميراث المجيد، وإن أرادوا، سيسببون هرج ليستحوذوا عليه. فهذه المعرفة مُشتهاه من خالق سفلي والحضارة التي بدأها لم تنتهي بعد. وهي ليست لدي هؤلاء الذين يهبطون، مُرسلين منه لخلق هذا الظاهر الحاضر للحقيقة. "ولكن بعد أن يُعلم ذلك، عندما يُخزي الخالق السفلي، سيُصاب بالتشوش لأن كل كده، البعيد عن الأيونات aeons وهو في الواقع، لا شيء. وميراثه، الذي يتباهي بعظمته، سيكون في الحقيقة صغير. عطاياه ليست بركات. وعوده مجرد تدابير خبيثة. فأنتم لستم أداة لرأفته، ولكن من خلالكم يفعل الاغتصاب. يريد ان يظلمنا جميعاً، وسيواصل ممارسة سلطته في الوقت المحدد له. "ولكن إفهموا واعرفوا الأب الرؤوف. فهم لم يمنح الابن ميراثاً محدوداً، ولا الابن لديه عدد محدود من الأيام، ولكنه كيوم خالد له. لا يمكننا أن نقول أن الابن أتي من الهابطين لمجرد انه أحتُقر. ولكنه بدلاً من ذلك، يتباهى بسخرية حتى لا يستطيعوا معارضته. 

هذا يجعله علياً علي من هم دونه، هؤلاء الذين تنظرون إليهم من أسفل إلى أعلى. بعد أن سجن هؤلاء الذين ينتمون إلى الأب، أمسك بهم وشكلهم ليشبهوه. وهم الآن يتواجدون معه. «رأيت من الأعالي الأحداث التي ستحدث، وفسرت كيف ستحدث.هؤلاء الهابطون كانوا يعرفونني عندما كانوا على هيئة أخرى، وبينما انا أراقبهم، عرفوني كما أنا، من خلال هؤلاء الذين أعرفهم. الآن قبل وقوع أحداث أخرى، سيسعون إلى الإتفاق ضدكم، ليضعوا نهاية لكم!» «أعلم انهم حاولوا الهبوط إلى هذا المكان حتى يتمكن من الإقراب إلى الأبناء الصغار، إلا أنني أريد أن أكشف نفسي من خلالكم، حتى روح القوة، ليتمكن الأب من الكشف عن أيٍ من هؤلاء الأبناء الصغار ينتمون إليك.» هؤلاء الذين يسعون إلى السير في الطريق الذي هو أمام البوابة ويرغبون في الدخول سيفتحون بوابة الخير من خلالك. ولأنهم يتبعونك سيدخلون وسترافقهم إلى الداخل وتعطي جائزة لكل من هو مؤهل لها. «فبالرغم أنك لست أنت المخلص، ولا معيناً للغرباء: ولكنك منيراً ومخلصاً للذين هم مني، والآن، لمن هم منك. ستكشفني لهم؛ ستجلب الخير لهم جميعاً. أنت الذي سيحبونه بسبب كل عمل قوي. أنت الذي تباركه السماوات. أنت الذي يحسدك، هذا الذي يقول عن نفسه أنه فوقك.» انا بوابة الذين يهتدون إلى هذه الطرق. من أجلك، سيُقال لهم كل شيء، وسيستريحون. من أجلك، سيحكمون ويصيرون ملوكاً. من أجلك، سيرحمون من يريدون ان يرحموه. فكما انك كسيت نفسك أولاً، فانت أيضاً ستكون أول من يجرد نفسه (من الجسد)، وستكون كما كنت من قبل أن تُعري." "ثم قبل فمي. وامسك بي، قائلاً: «أنظر يا محبوبي! سأريك تلك الأشياء التي لم تعرفها أبداً لا السماوات ولا رؤوسائها. أنظر! سأريك تلك الأشياء التي لا يعرفها، هذا الذي يتفاخر بانه» لا يوجد (إله) غيري." "ألست أنا حي؟ لأنني أب، أليس لدي قوة على فعل أي شيء؟ أنظر! سأريك كل شيء، يا محبوبي. أنظر واعلم أنني أكشف (لك) حتى تأتي وتكون مثلي. 

انظر! سأريك حتى الخفي. مد يديك الآن! أمسك بي!" فمددت يدي ولم اجده كما ظننت. ثم سمعته يقول، أنظر إلي! أمسك بي!" "ثم فهمت، وخفت. وفرحت بشدة! "فأقول لكم الآن يا قضاة: لقد حوكمتم. لم تنقذوا ولكنكم أُنقذتم. كونوا مستيقظين واسمعوا ما لم تهتموا بتعلمه. "هو ذلك الذي. خلق السماء والأرض، وسكن فيها، ولكنكم لم تروه. هو ذلك الواحد. هو الحياة. هو النور. هو ذلك الذي سيأتي. هو الذي سيعطي نهاية لما بدأ وبداية لما على وشك الانتهاء. هو روح القدس Ruach haKodesh–الذي لا يُري. لم يهبط علي الأرض. هو البتول. يتحكم في ما يريد حدوثه لنفسه. رأيته عارياً، لا كساء عليه. ولكن هذا ما يشاءه، وما سيكون عليه. "فانتم يا من تستمعون لي الآن، أهجروا هذا الطريق الضال الشاق وسيروا بدلاً من السير فيه وفق ما يريده الواحد الذي يريدكم أحرار! سيروا معنا وأعبروا كل نفوذ وسلطان. فهو لن يحاسبكم على ما إرتكبتموه في الماضي، ولكن سيرحمكم. فلستم أنتم من يرتكب الشر، ولكن سيدكم السفلي. لن يكون ساخط، ولكن أب طيب. لو إعتبرتم اعتقادات الآخرين مقبولة ويُعتد بها ، فستظلون في أغلالهم. لو بقيتم على ظلم أنفسكم، حتى لو تبتم، فلن تفيدوا أنفسكم على الإطلاق. أنظروا إليه-هو الذي يتكلم – ولا تسعوا وراءه هو الذي في صمت. إعرفوا الواحد الذي أتي إلى هذا المكان ويعرف جيداً الواحد الذي منه خرج. انا الصديق ولكني لا أحاسب. أنا لست بسيد، إذاً، ولكني معين. " فحتى عندما طُرد أمامكم، مد يده ليبرئكم من التهمة! "أنا صامت، لكنه سمح لي بالسمع. فأذهبوا والعبوا بأبواقكم ومزاميركم، وقيثاراتكم في بيتي؛ لأن السيد حرركم من أسر هؤلاء الرؤوساء الذين أغلقوا آذانكم عن سمع صوت كلماتي. ستنتبه قلوبكم، وستدعوني – الصديق. "لذلك أقول لكم الآن: أعطيتكم بيتكم، الذي تقولون ان إلوهيم Elohim (الاسم الذي يُسمي به الله في الكتاب المقدس العبري) – هذا البيت الذي وعكم به كميراث. لكنني سأحكم علي هذا البيت بالدمار وبالسخرية من هؤلاء الذين هم في جهلهم. بلي، هؤلاء الذين يحكمون بجهل مُحكم سيُحاسبون بعدالة مُحكمة.

في نهاية تلك الكلمات، مراحيم الكاهن عاد إلى نفسه وقال، "عند سماع كل تلك الكلمات، الحكام والجمهور تشوش عليهم الامر لباقي النهار، ولكنهم أظهروا أنهم لم يقتنعوا على الإطلاق. " فقام يعقوب الصديق من مجلسه الاعلي على درجات بيت الله وإنطلق في الحديث بهذه الطريقة من ذلك اليوم فصاعداً. دخل مرة أخرى في بيت الله متأخراً في نفس ذلك اليوم وعلم (الناس) لساعات. كنت هناك مع باقي الكهنة ولم أكشف شيء عن علاقتنا الودية، فكلهم بدأوا يقولون بصوت واحد، هيا بنا! نرجم الصديق." قاموا جميعاً وهم يقولون، نعم، هيا بنا نقتل هذا الرجل حتي يُزال من بيننا. لن يكون أبداً ذو نفع لنا!" وجدوه واقفاً (عند درابزين) الهيكل بجانب الأعمدة، بجوار الركن القوي تماماً. فقرروا إلقائه إلى الأسفل من أعلى، وألقوه إلى الأسفل. سخروا منه وبصقوا عليه. أمسكوه وضربوه وهم يجرونه على الأرض. مطوه بالشد المعاكس، ووضعوا حجراً على صدره. وضعوا جميعاً أقدامهم على الحجر، وهم يقولون، "لقد ضللت!" ثم أقاموه، فقد كان مازال حياً، وأرغموه على حفر حفرة، ويقف فيها. بعد أن دفنوه حتى خصره، رجموه بالحجارة. وهو مد يديه، ولكنه لم يصلي مثل عاداتهم المحفوظة لنفسه. بدلاً من ذلك دعا بتلك الكلمات: "إلهي، أبي – يا من أنقذتني من الرجاء الفاني، يا من جعلتني حياً بسر من مشيئتك، لا تجعل أيام هذا العالم الدنيوي تطول علي، ولكن دع يوم نورك يبزغ ويبقي كنجاة لي! خلصني الآن من تلك الرحلة القاسية! لا تبعد عنى عطفك علي، ولكن دع عطفك يطهرني! نجنى من ميتة شريرة! أخرجنى من القبر حياً، مثل حبك المُفضل الحي داخلي لأتم عمل كامل! نجني من الجسد الخاطيء، لأنني أثق فيك بكل قوتي! أنت حياة الحياة؛ خلصني من هذا العدو الذي يخزيني! لا تسلمني ليد قاض صارم ضد الخطيئة! إغفر لي كل آثامي في كل أيام حياتي! لأنني حي فيك، وفضلك حي في. فبالرغم أنني أنكرت كل الناس، فقد اعترفت بك وحدك. إنقذني من البلاء الشرير! الآن هو الزمن والساعة! أيها الروح القدس، أرسل ياشواتي Yahshuati ونور محياه، ونور وجهه في قوة استقامته." "بعد ان تكلم بهذه الطريقة صمت." هذا هو كلام يعقوب الصديق الذي دونته انا مراحيم الكاهن."

## وصلات خارجية
ترجمة الدكتور جوش باتل

ترجمة تشارلز هدريك